# Rhogeessa io
Rhogeessa io (Thomas, 1903) è un pipistrello della famiglia dei Vespertilionidi diffuso in America centrale e meridionale.

## Descrizione

### Dimensioni
Pipistrello di piccole dimensioni, con la lunghezza della testa e del corpo tra 37 e 50 mm, la lunghezza dell'avambraccio tra 30 e 32 mm, la lunghezza della coda tra 29 e 33 mm, la lunghezza del piede tra 6 e 8 mm, la lunghezza delle orecchie tra 11 e 13 mm e un peso fino a 6 g.

### Aspetto
La pelliccia è corta. Le parti dorsali sono giallo-brunastre, con la punta dei peli marrone scuro, mentre le parti ventrali sono giallastre. Il muso è nerastro e con due piccole masse ghiandolari sui lati. Le orecchie sono relativamente corte, nerastre, triangolari e con l'estremità arrotondata. Nei maschi sono presenti delle masse ghiandolari alla base della superficie dorsale anteriore delle orecchie. Il trago è lungo e sottile. Le membrane alari sono nerastre e attaccate posteriormente alla base delle dita dei piedi. La punta della lunga coda si estende leggermente oltre l'uropatagio, il quale è cosparso di pochi peli alla base della superficie dorsale. Il calcar è ben sviluppato e carenato. Il cariotipo è 2n=30-32.

## Biologia

### Comportamento
Si rifugia nelle cavità di alberi di mangrovie.

### Alimentazione
Si nutre di insetti volanti catturati lungo sentieri all'interno delle foreste, su corsi e specchi d'acqua e sopra spianate.

### Riproduzione
Femmine gravide sono state osservate da febbraio attraverso tutto aprile, mentre altre che allattavano sono state catturate da marzo a luglio.

## Distribuzione e habitat
Questa specie è diffusa nel Honduras meridionale, Nicaragua, Costa Rica, Panama, Colombia settentrionale e centrale, Ecuador occidentale, Venezuela, stati brasiliani del Mato Grosso, Pará e Amazonas, Bolivia nord-orientale, Guyana occidentale e sull'isola di Trinidad.
Vive nelle foreste sempreverdi e in zone aperte vicino alle foreste fino a 900 metri di altitudine.

## Conservazione
La IUCN Red List, considerato il vasto areale, la popolazione presumibilmente numerosa, la presenza in diverse aree protette e la tolleranza alle modifiche ambientali, classifica R.io come specie a rischio minimo (Least Concern)).